# Neolophonotus ochrochaetus
Neolophonotus ochrochaetus là một loài ruồi trong họ Asilidae. Neolophonotus ochrochaetus được Hull miêu tả năm 1967. Loài này phân bố ở vùng nhiệt đới châu Phi.